# 李彪 (北魏)
李彪（444年—501年），字道固，顿丘郡卫国（今河南省清丰县）人。
李彪家世寒微，好学不倦，举孝廉。魏孝文帝即位初，任命李彪为中书教学博士。他依附李冲，渐渐被孝文帝赏识。官至御史中丞，度支尚书。执法不避权贵，用刑严酷。但是他虽然得到皇帝信任，士人依然把他当做寒门看待。北魏孝文帝南征南齐，他和元澄、李冲留守洛阳，他对待李冲无礼。李冲向孝文帝告发李彪违法之事，李彪被除名为民。李冲也因怒而死。魏宣武帝时，以白衣参修国史，在洛阳去世，谥号刚宪。

## 子女
- 李志（字鸿道）
- 李婕妤，宣武帝后宫
- 李游

## 延伸阅读
[在维基数据编辑]
 《魏書/卷62》，出自魏收《魏书》
 《北史·卷040》，出自李延壽《北史》